# مارتا هازاس
مارتا هازاس (بالإسبانية: Marta Hazas)‏ هي ممثلة إسبانية، ولدت يوم 31 ديسمبر 1977 في شنت أندر في إسبانيا.

## روابط خارجية
- مارتا هازاس على موقع IMDb (الإنجليزية)
- مارتا هازاس على موقع روتن توميتوز (الإنجليزية)
- مارتا هازاس على موقع قاعدة بيانات الفيلم (الإنجليزية)